# Trogulus thaleri
Espèce
Trogulus thaleri est une espèce d'opilions dyspnois de la famille des Trogulidae.

## Distribution
Cette espèce est endémique de Croatie. Elle se rencontre de Drvenik à Makarska.

## Description
Les mâles mesurent de 3,8 à 4,25 mm et les femelles de 4,25 à 4,55 mm.

## Systématique et taxinomie
Cette espèce a été décrite par Schönhofer et Martens en 2009.

## Étymologie
Cette espèce est nommée en l'honneur de Konrad Thaler.

## Publication originale
- Schönhofer & Martens, 2009 : « Revision of the genus Trogulus Latreille: the Trogulus hirtus species-group (Opiliones: Trogulidae). » Contributions to Natural History, vol. 12, p. 1143–1187.